# Pont de la Gorga (l'Esquirol)
El Pont de la Gorga és una obra de l'Esquirol (Osona) inclosa a l'Inventari del Patrimoni Arquitectònic de Catalunya.

## Descripció
És un pont de dos arcs desiguals, amb baranes, tot de pedra i amb tallamar.
Situat sobre la riera de les Gorgues, en el Camí Ral de Vic a Olot.